# Bloomberg Tower
Pour les articles homonymes, voir Bloomberg.

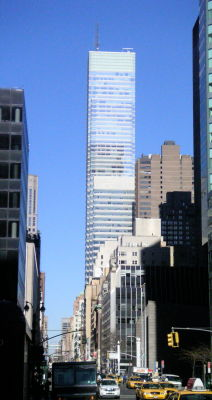
La Bloomberg Tower

La Bloomberg Tower est un gratte-ciel de New York. Il abrite le siège de la compagnie Bloomberg, dont le fondateur n'est autre que l'ancien maire de Big Apple, Michael Bloomberg. L'immeuble, dont le nom est officieux, est situé au 731 Lexington Avenue entre la 58th et la 59th street. Le véritable nom de cet immeuble de 54 étages est Beacon Court. Il mesure 246 mètres, et sa construction s'est échelonnée entre 2001 et 2005.
Le bâtiment a été conçu par Cesar Pelli.
L'immeuble présente des petites bordures métalliques horizontales, allant du niveau de la rue au sommet de l'immeuble, ce qui le rend assez facile à escalader. Cependant, des équipes de sécurité veillent à ce que personne ne se lance dans cette périlleuse aventure. 

## Principaux locataires
- La société Home Depot possède un magasin dans l'immeuble.
- La marque de mode H&M ainsi que Swarovski possède un magasin sur Lexington Avenue.
- Un Starbucks Coffee ainsi qu'un restaurant nommé le Cirque sont situés au niveau du bloc central.
- Bank of America et Wachovia possèdent un espace au niveau de Third Avenue.